# Krista Mørkøre
Krista Mørkøre (født 1998) fra Klaksvík, er en færøsk svømmer, som svømmer for Ægir og for Færøernes svømmelandshold for svømmere med handicap (ÍSB). Krista svømmer i kategorien S10. Krista Mørkøre fik i 2007 en svulst på hjernen, der medførte, at hun blev lam i højre side i ansigtet og fik ataxi i højre arm og ben. På trods af sit handicap har hun også deltaget i almindelige svømmestævner på Færøerne, hvor hun bl.a. svømmede sig til at bronzenål i 50 meter fri i februar 2011.
I 2016 har Krista Mørkøre kvalificeret sig til EM for parasvømmere, som blev afholdt i april/maj 2016 og til sommer-PL 2016 i Rio. Ved de paralympiske sommerlege 2016 skal hun konkurrere i 50m, 100m og 400m fri. Krista svømmer under det færøske flag, fordi Færøerne er fuldgyldigt medlem og var med til at etablere IPC. Færøerne kan derimod ikke deltage til sommer-OL eller vinter-OL, da Færøerne ikke har fået lov til at blive medlem af IOC med den begrundelse, at Færøerne ikke er en selvstændig nation men en del af det danske rige.

## Resultater

### Croatia Open 2016
- Sølv i 50 m fri på langbane med tiden 32.41[4]

### British National Para Swimming Championships 2015
- Guld i 400 fri med tiden 5:17.07
- Guld i 100 fri med tiden 1:08.49 (personlig rekord)
- Guld i 50 fri med tiden 31.69 (personlig rekord)
- Silvur í 100 bringu við tíðini 1:31.00 (betring av hennara persónliga meti við 2.4 sekundum)[5]

### Danish Open 2015
Krista Mørkøre deltog ved Danish Open 2015 i Esbjerg i marts 2015.
- Sølv i 200 m fri med tiden 2:37.85 (personlig rekord)[6]

### Danish Open 2014
Krista Mørkøre deltog ved Danish Open 2014 i Esbjerg 7.-9. marts 2014. Hun vandt 1 guld, 2 sølv og 2 bronze og satte syv personlige rekorder.
- Guld i 50 m butterfly med tiden 36.82[7]
- Sølv i 100 butterfly med tiden 1:32.66
- Sølv i 50 m bryst med tiden 45.09
- Bronze i 200m fri med tiden 2:36:31 (personlig rekord) [8]
- Bronze i 400 m fri med tiden 05:40.62